# 로만체

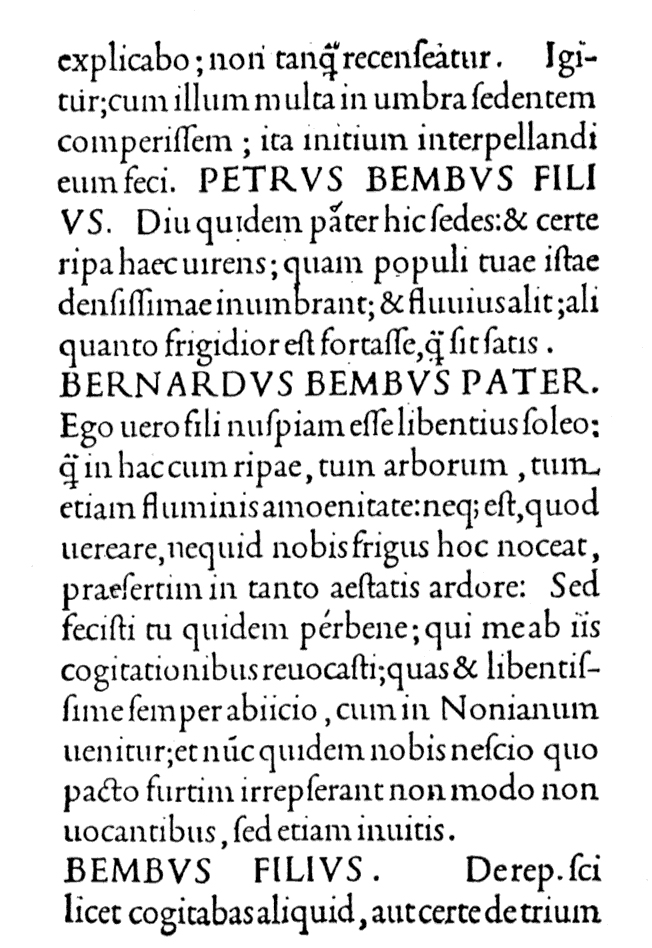
벰보 서체 견본

로만체(roman)는 로마자 문자에 사용되는 세리프 글꼴이다. 글자의 첫머리인 '로만(roman)'은 이탈리아의 수도인 로마를 가리키는 말로 로마 제국 때 쓰이던 활자체인 로마서체에서 따온 말이다. 서양 서체 분류는 역사적으로는 기울어지지 않은 로만체와, 기울어진 손글씨 형태 기반의 이탤릭체, 흑자체 세 가지로 분류되었고, 산세리프의 발명 이후로는 로만체보다는 세리프로 부르는 일이 많지만, 이탤릭체가 아닌 서체를 지칭할 때는 여전히 로만체로 부르기도 한다.

## 같이 보기
- 타임스 뉴 로먼
- 명조체
- 로마자 글꼴
- 타임스